# Odeya Rush
Odeya Rush, nata Odeya Rushinek (ebraico אודיה רש; Haifa, 12 maggio 1997), è un'attrice, modella e regista israeliana naturalizzata statunitense.
È conosciuta per avere interpretato il ruolo di Joni nel film L'incredibile vita di Timothy Green (2012) e Hannah Fairchild/Stine nel primo film di Piccoli brividi del 2015.

## Biografia
Odeya Rushinek è nata a Haifa, in Israele, da una famiglia ebrea ashkenazita. Suo padre Shlomo Rushinek è nato in Israele ed è di origine ebraico-polacca, mentre sua madre Maia Greenfeld è nata in Russia ed è immigrata in Israele. Il suo nome, "Odeya", significa "Grazie a Dio" in ebraico. All'età di otto anni a Haifa, ha scritto ed eseguito spettacoli teatrali.
La sua famiglia si trasferì negli Stati Uniti quando aveva nove anni, così che suo padre potesse lavorare come consulente per la sicurezza in Alabama. Quando arrivò, Odeya Rush parlava solo l'ebraico. Ha frequentato la NE Miles Jewish Day School a Birmingham, in Alabama, dove ha vissuto. In seguito si trasferì a Midland Park, nel New Jersey, dove frequentò la scuola pubblica.
All'inizio del 2013, la Rush si è trasferita a Los Angeles, in California, con la sua famiglia. Odeya Rush ha sei fratelli. Quattro di loro sono più giovani di lei: due gruppi di gemelli che vivono con i loro genitori a Los Angeles e due fratelli maggiori che vivono in Israele.

## Carriera

### Attrice

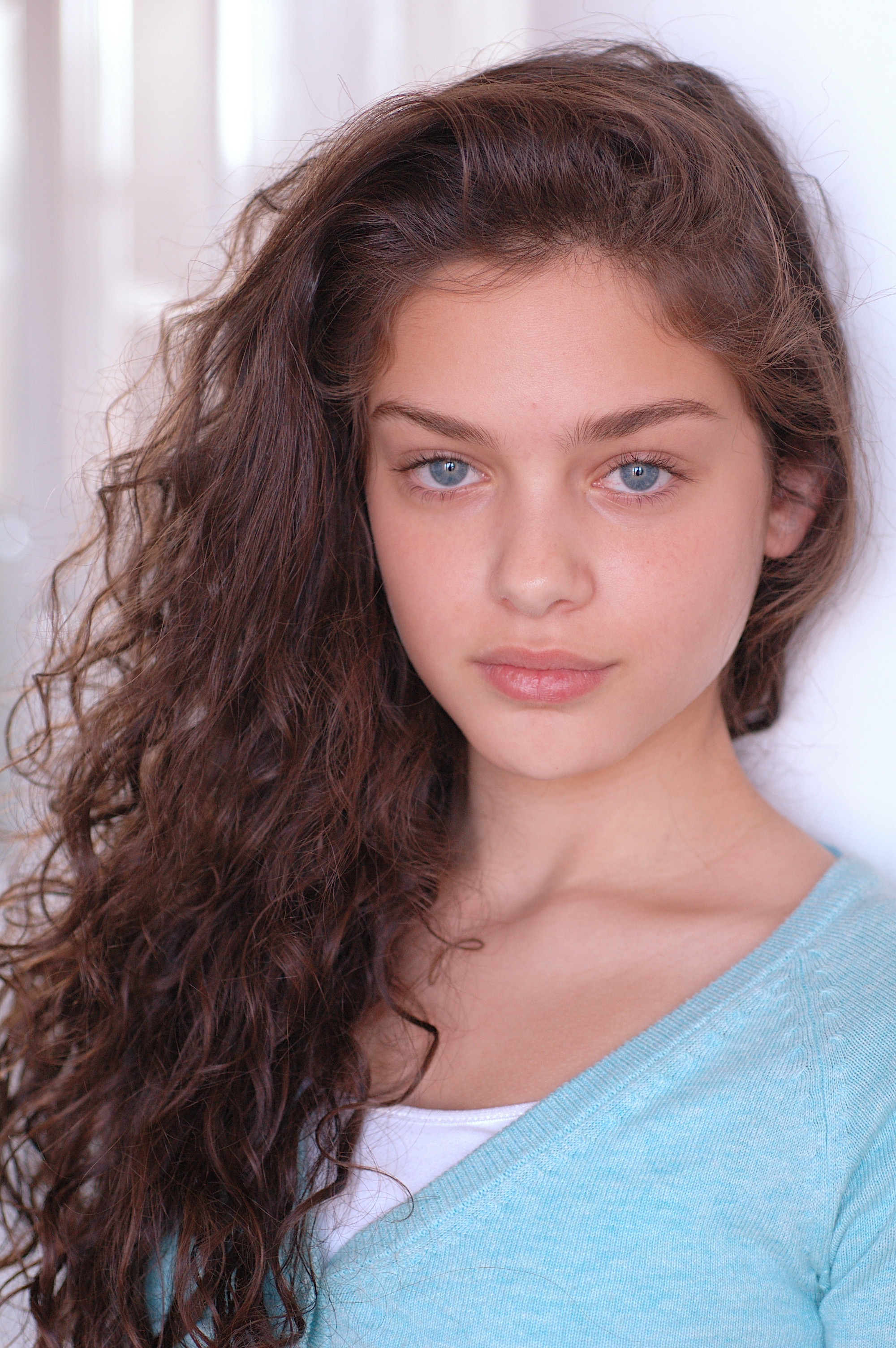
Odeya Rush nel 2011

I suoi primi ruoli da attrice sono iniziati nel 2010 in Law & Order - Unità vittime speciali, nell'episodio "Branded", in cui interpretava il personaggio di Hannah Milner; e nella serie televisiva Curb Your Enthusiasm nell'episodio "Mister Softee", nel ruolo di Emily.
Il suo primo ruolo cinematografico è stato nel 2012, nel film Disney diretto da Peter Hedges L'incredibile vita di Timothy Green. 
Nel 2013, Rush è stata nominata una delle 20 giovani attrici emergenti di Hollywood sotto i 20 anni.
È state poi co-protagonista nel film di fantascienza The Giver - Il mondo di Jonas del 2014, basato sul romanzo omonimo di Lois Lowry e diretto da Phillip Noyce. Nel 2014, Rush è stata una delle due attrici israeliane, insieme a Gal Gadot, ad essere nominata come la nuova protagonista di Hollywood dalla rivista InStyle.
Nel 2015, Rush ha interpretata Ashley Burwood, nipote di Johana Burwood (interpretata da Sarah Hyland), nel film commedia See You in Valhalla. Il ruolo successivo di Rush è stato come protagonista femminile nel film di Piccoli brividi, diretto da Rob Letterman e basato sulla popolare serie di libri per ragazzi di R. L. Stine, in cui ha interpretata la ragazza fantasma Hannah Fairchild, la "figlia adottiva" dello stesso scrittore, interpretato da Jack Black.
Nel 2016, Rush ha recitato nella commedia satirica Caro dittatore, al fianco di Michael Caine e Katie Holmes. Nel 2017, ha avuto un ruolo di supporto nel film di Greta Gerwig, Lady Bird; Rush è stata nominata insieme al resto del cast per numerosi premi. Il film ha ottenuto cinque nomination agli Oscar, incluso quello per il miglior film. Sempre nello stesso anno ha recitato in The Bachelors con J. K. Simmons.
Nel 2019 interpreta Addie nel film di Natale targato Netflix Let It Snow, accanto a Isabela Moner e Shameik Moore.

### Modella
Prima di diventare attrice, Rush ha iniziato la sua carriera come modella negli Stati Uniti, apparendo nelle principali campagne e pubblicità per marchi di moda come Polo Ralph Lauren, Gap, Tommy Hilfiger e Guess.

## Filmografia

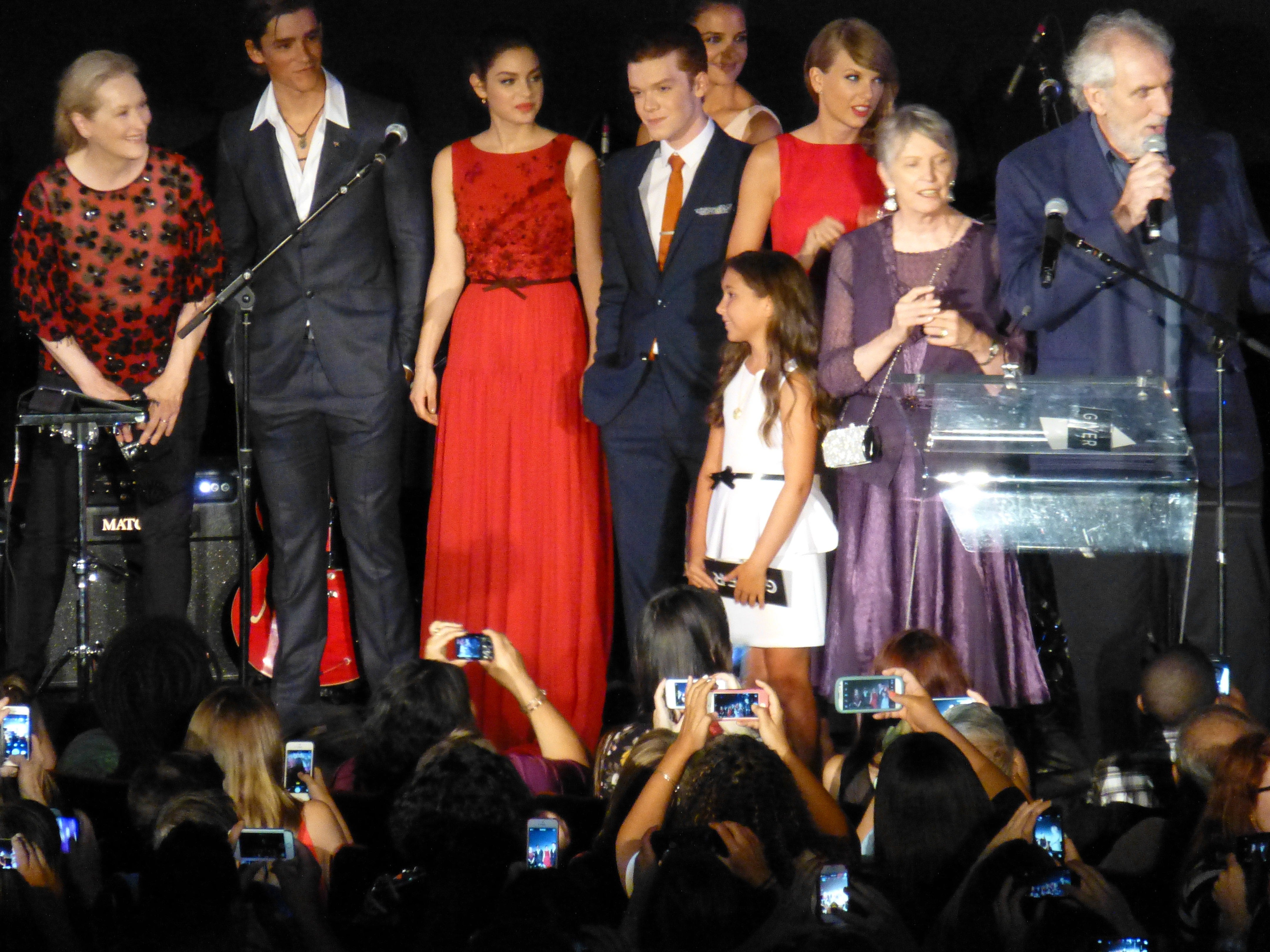
Odeya con il cast di The Giver nel 2014

### Cinema
- Wild Birds, regia di Courtney Hope Thérond (cortometraggio, 2010)
- L'incredibile vita di Timothy Green (The Odd Life of Timothy Green), regia di Peter Hedges (2012)
- We Are What We Are, regia di Jim Mickle (2013)
- The Giver - Il mondo di Jonas (The Giver), regia di Phillip Noyce (2014)
- Piccoli brividi (Goosebumps), regia di Rob Letterman (2015)
- La rivoluzione di Charlie (Almost Friends), regia di Jake Goldberger (2016)
- Lady Bird, regia di Greta Gerwig (2017)
- Coup d'Etat, regia di Lisa Addario e Joe Syracuse (2017)
- The Bachelors - Un nuovo inizio (The Bachelors, 2017)
- Hunter's Prayer - In fuga (The Hunter's Prayer), regia di Jonathan Mostow (2017)
- Caro dittatore (Dear Dictator), regia di Lisa Addario e Joe Syracuse (2018)
- Spinning Man - Doppia colpa (Spinning Man), regia di Simon Kaijser (2018)
- Voglio una vita a forma di me (Dumplin'), regia di Anne Fletcher (2018)
- Cha Cha Real Smooth, regia di Cooper Raiff (2022)
- Umma, regia di Iris K.Shim (2022)
- Dangerous Waters, regia di John Barr (2023)

### Televisione
- Law & Order - Unità vittime speciali (Law & Order: Special Victims Unit) – serie TV, episodio 12x06 (2010)
- Curb Your Enthusiasm – serie TV, episodio 8x09 (2011)
- Let it snow: Innamorarsi sotto la neve (Let it Snow), regia di Luke Snellin (2019)

## Doppiatrici italiane
Nelle versioni in italiano delle opere in cui ha recitato, Odeya Rush è stata doppiata da:
- Emanuela Ionica in L'incredibile vita di Timothy Green, Piccoli brividi, Lady Bird, Umma
- Rossa Caputo in The Giver - Il mondo di Jonas, Hunter's Prayer - In fuga,  Caro dittatore
- Arianna Vignoli in Let It Snow - Innamorarsi sotto la neve
- Margherita De Risi in Voglio una vita a forma di me